# Pórto Kágio
Pórto Kágio ou Pórto Káyio (en grec moderne : Πόρτο Κάγιο) est un village du  dème du Magne-Oriental, dans le district régional de Laconie, en Grèce.

## Géographie
Pórto Kágio appartient à la communauté locale de Lágia au sud-est du Magne et est situé à l'est de l'isthme reliant le cap Matapan au continent.

## Histoire
Durant l'Antiquité, le port a été mentionné par Pausanias le Périégète sous le nom de Psamathous.
Le nom moderne vient du vénitien Porto Quaglio ou du français  Port des Cailles. 
Les Ottomans ont construit un château 
vers 1568, pour protéger le port, qui a été utilisé pour les galères. Les Vénitiens ont pris le château en 1570.
En 1670, les Ottomans sont revenus et ont construit un nouveau château. Ils ont été chassés en 1770 pendant la révolution d'Orloff. 
Pórto Kágio était la base de la flotte de pirates de Lambros Katsonis, et c’est à Pórto Kágio qu’elle a finalement été détruite.
Pendant la Seconde Guerre mondiale, Pórto Kágio était un point de départ pour l'Egypte pour de nombreux soldats Britanniques.